# Ishida Mitsunari
Ishida Mitsunari  (石田 三成?) (giapponese: 石田 三成; settembre 1559 – 6 novembre 1600) è stato un militare giapponese che condusse la fazione opposta a Tokugawa Ieyasu nella battaglia di Sekigahara.

## Le prime campagne
Ishida Mitsunari nacque nella provincia di Ōmi nel 1559, figlio di Ishida Masatsugu, samurai che adempiva mansioni logistiche e serviva come medico sotto la famiglia Azai. Mitsunari era il terzogenito, dopo Yajirou (primogenito morto in tenera età) e Masazumi; aveva forse anche una sorella e un fratellastro, che il padre aveva avuto da una concubina. Nel 1573, quando il generale Toyotomi Hideyoshi (che all'epoca si chiamava Hashiba) sconfisse la famiglia Asai, Masatsugu si ritirò a vita privata. Mitsunari fu presto notato dal nuovo signore per le sue capacità di calcolo e per la destrezza nella cerimonia del tè (una leggenda nata nel primo periodo Edo lo vuole monaco buddista, ma tale supposizione si è rivelata infondata). Hideyoshi gli affidò il comando delle salmerie e lo portò con sé nelle sue campagne fino al 1580.
Mitsunari nel frattempo si sposò ed ebbe sei figli dalla moglie: una primogenita (1578) e una secondogenita (1582) di cui si ignora il nome, Shigeie (1583), Shigenari (1588, adottato Gengo Sugiyama), Tatsuko (1591) e Sakichi (1594), più un altro figlio avuto da una concubina. Quando Nobunaga fu assassinato, Ishida seguì Hideyoshi alla battaglia di Yamazaki contro Akechi Mitsuhide. Mitsunari combatté anche a Shizugatake nel 1583, epoca a cui probabilmente risale il suo astio nei confronti di Katō Kiyomasa e Masanori Fukushima, prestando servizio in prima linea. Dal 1585 divenne amministratore della città di Sakai, riformando il sistema finanziario e spezzando il monopolio dell'élite dei mercanti. Nel 1587 Hideyoshi affidò a Masazumi Sakai e diede l'amministrazione di Hakate a Mitsunari. Ishida partecipò alla campagna di Odawara nel 1590 contro gli Hōjō, con alterne fortune visto che non riuscì a conquistare il castello di Oshi.

## Daimyō
Hideyoshi fece Mitsunari daimyō nel 1591, affidandogli la provincia di Ōmi come feudo, assieme al castello di Sawayama. Mitsunari volle come suo ufficiale Shima Sakon, all'epoca ronin, a cui diede ben metà del suo feudo. Ishida partecipò alla campagna di Corea come supervisore delle truppe. Amico di Konishi Yukinaga, si attirò le ire e il disprezzo di Katō, che lo definì "un civile immischiato in un'armatura". Ishida criticò la condotta indolente di Kobayakawa Hideaki, nipote del Taiko, alienandosi le simpatie di molti. Tornato in Giappone nel 1593,  cercò di avviare una trattativa di pace con l'esercito cinese, intervenuto nella guerra coreana, tuttavia l'indifferenza di Hideyoshi fece fallire i negoziati. Tornato in Corea nell'inverno del 1597, vi restò fino al disastro, per poi tornare in patria nel 1598, quando si capì che la malattia stava portando Hideyoshi alla tomba. Ishida fu nominato come uno dei Go-Bugyō del Giappone da Hideyoshi morente, affiancandolo ai cinque reggenti che avrebbero aiutato il governo dell'infante Toyotomi Hideyori. Preoccupato dalle ambizioni di Tokugawa Ieyasu, Hideyoshi affidò segretamente a Mitsunari il compito di vigilare su Hideyori e la concubina Yodogimi (di cui si diceva Mitsunari fosse amante).

## Dalla morte di Hideyoshi a Sekigahara
Hideyoshi morì il 18 agosto 1598, lasciando il Giappone nell'incertezza più totale. L'anno 1599 trascorse relativamente tranquillo, con Mitsunari che teneva d'occhio Ieyasu tramite l'amicizia con uno dei cinque reggenti, Maeda Toshiie. Alla morte di quest'ultimo e con l'entrata di Mitsunari nel consiglio di reggenza, i rapporti con Ieyasu si inasprirono sempre di più. Cominciarono scaramucce che si tramutarono in guerra aperta nella primavera del 1600, nonostante Mitsunari cercasse di evitarlo. Parecchi daimyō si unirono a Ieyasu per l'astio contro Mitsunari, che poté invece contare sull'aiuto dei feudatari fedeli alla casa dei Toyotomi. È noto l'episodio a causa di cui Hosokawa Tadaoki servì la causa di Tokugawa: pare che Mitsunari volesse prendere la moglie di quest'ultimo, Tamako o Grazia secondo il nome cristiano, come ostaggio. Ma la dama preferì uccidersi, in segno di fedeltà al marito. Le dinamiche dell'accaduto restano ancora per lo più oscure.
La guerra sembrava sorridere alla fazione dei Toyotomi, con la vittoria di Mitsunari al castello di Fushimi. Tuttavia, all'interno dell'armata, la leadership di Mitsunari venne più volte messa in dubbio, soprattutto da Mori Hidemoto, che sosteneva di avere maggiormente diritto al comando supremo. Fu così che alla battaglia nel villaggio di Sekigahara la sorte tirò un brutto tiro a Ishida. Fino a mezzogiorno sembrava che la giornata gli fosse favorevole, nonostante l'inattività dei Mōri e di Kobayakawa. Tuttavia, nel primo pomeriggio, le truppe di Kobayakawa disertarono e attaccarono alle spalle Ōtani Yoshitsugu, daimyō alleato di Ishida e suo personale amico.
Le truppe dei Toyotomi si trovarono presto circondate e attaccate su più fronti. Shima Sakon morì sul campo per permettere la fuga di Mitsunari, che cercò di ricongiungersi con le truppe lasciate al castello di Sawayama sotto il comando di Masazumi. Tuttavia vi giunse troppo tardi: i Tokugawa avevano già cinto d'assedio il castello. Vi morì l'intera famiglia di Mitsunari, con l'unica eccezione dei figli, che furono risparmiati dal generale Ii Naomasa, fedelissimo di Ieyasu.
Mitsunari si nascose per una settimana sui monti vicino a Hikone, quando fu trovato sempre da Ii e vi si consegnò quasi spontaneamente. Nonostante la maggior parte dei fedeli a Tokugawa Ieyasu lo volessero morto, questi gli offrì la grazia, che tuttavia Mitsunari rifiutò. Si oppose anche a fare seppuku, ma chiese che i suoi figli fossero risparmiati (cosa che avvenne). Ishida fu portato a Kyoto assieme ai suoi due alleati Yukinaga Konishi (catturato durante la battaglia di Sekigahara) e Ekei Ankokuji (consigliere dei Mōri), per essere decapitato. Sul palco dell'esecuzione Ieyasu gli offrì un caco, che tuttavia Mitsunari rifiutò poiché lo avrebbe fatto star male di stomaco (fedele alla filosofia Zen, si comportava come se non fosse affatto sul punto di morire). Fu decapitato da Masanori Fukushima in persona e il suo corpo fu gettato nel fiume vicino.

## Considerazioni
La figura di Ishida è stata rivalutata solo recentemente, poiché nei secoli precedenti è sempre stato messo in cattiva luce e demonizzato dalla propaganda dei Tokugawa. Si dice che avesse un carattere brusco e che molti lo snobbassero per questo ma anche a causa delle sue modeste origini. I favori che Hideyoshi gli rivolgeva rendevano gli altri daimyō gelosi all'inverosimile, come Fukushima e Kobayakawa. Si suppone che Ishida, da buddista zen, detestasse i cristiani, tuttavia fra i suoi migliori amici figurava Konishi, famoso daimyō di religione cattolica. La sua figura resta ancora per lo più controversa.

## Al di fuori della storia
- È stato usato da James Clavell come base per il personaggio di Ishido Kazunari (seppur con sostanziali differenze) nel romanzo Shōgun.
- Compare anche nel romanzo di Shiba Ryotaro Sekigahara.
- Infine, la battaglia di Sekigahara fa da sfondo storico ai giochi per la Play Station Kessen, Samurai Warriors e Nioh in cui Ishida comanda uno dei due schieramenti.